# Abuyog
Abuyog est une municipalité des Philippines située dans le sud-est de la province de Leyte. Elle se trouve au bord du golfe de Leyte.

## Subdivisions
La municipalité d'Abuyog est divisée en 63 barangays (districts) :

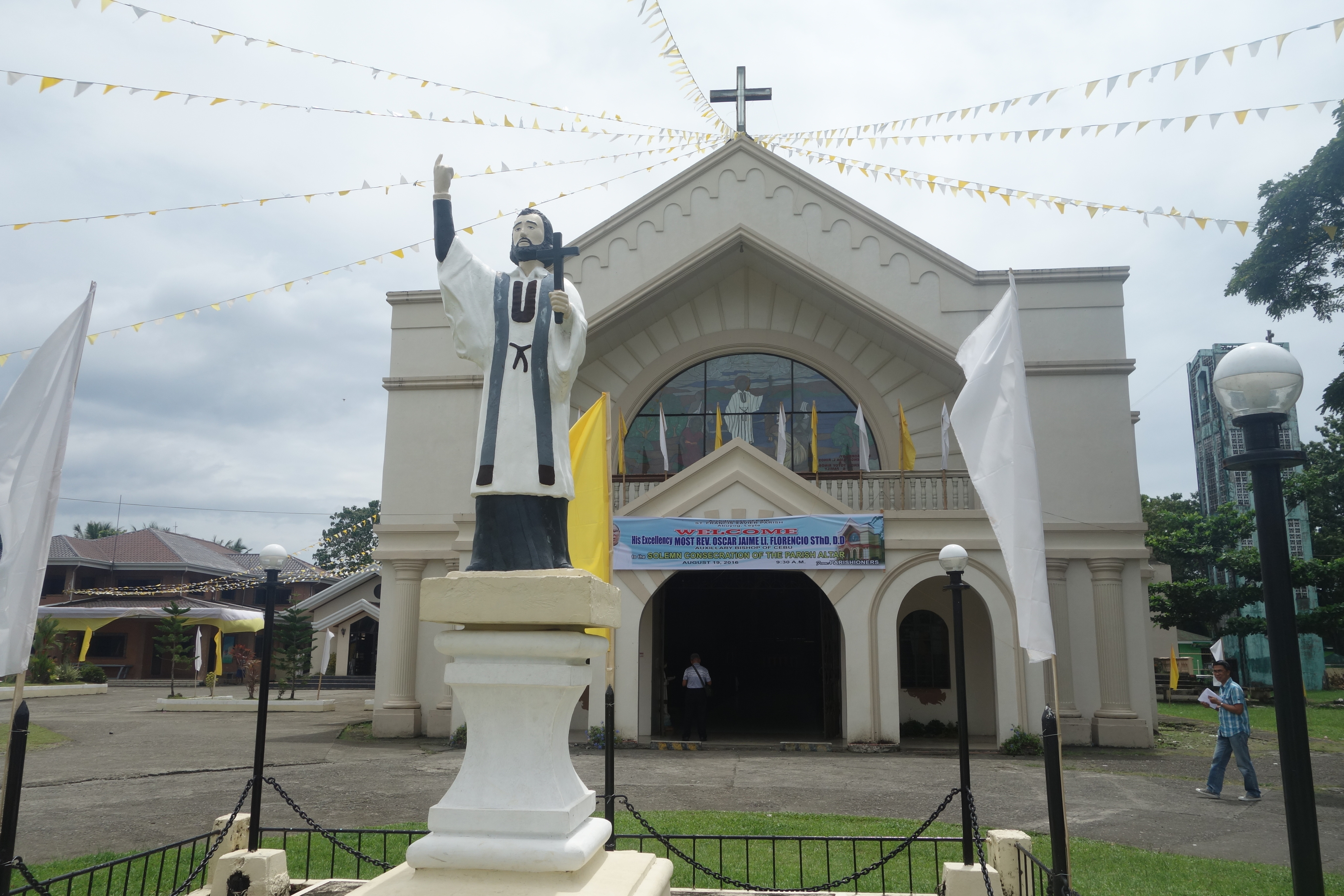
Église St. François Xavier d'Abuyog

- Alangilan
- Anibongon
- Buaya
- Bagacay
- Bahay
- Balinsasayao
- Balocawe
- Balocawehay
- Barayong
- Bayabas
- Bito
- Buenavista
- Bulak
- Buntay
- Bunga
- Burubud-an
- Cagbolo
- Can-aporong
- Canmarating
- Can-uguib
- Capilian
- Cadac-an
- Combis
- Dingle
- Guintagbucan
- Hampipila
- Katipunan
- Kikilo
- Laray
- Lawa-an
- Libertad
- Loyonsawang
- Mahagna (New Cagbolo)
- Mag-atubang
- Mahayahay
- Maitum
- Malaguicay
- Matagnao
- Nalibunan
- Nibga
- Odiongan
- Pagsang-an
- Paguite
- Parasanon
- Picas Sur
- Pilar
- Pinamanagan
- Salvasion
- San Francisco
- San Isidro
- San Roque
- Santa Fee
- Santa Lucia
- Santo Nino
- Tabigue
- Tadoc
- New Taligue
- Old Taligue
- Tib-o
- Tinalian
- Tinocolan
- Tuy-a
- Victory